# Диев, Михаил Яковлевич
Михаил Яковлевич Диев (1794—1866) — российский археолог, историк и этнограф; протоиерей.

## Биография
Михаил Диев родился 22 октября 1794 года в Нерехте в семье священника. Воспитанник Костромской духовной семинарии.
По окончании обучения был священником сначала в селе Тетеринском (с 1813 года), а затем (с 1832 года) в селе Сыпанове, Нерехтского уезда, Костромской губернии, и законоучитель (до 1857 года) и наблюдатель преподавания Закона Божия в Нерехтских мужском и женском училищах. Наряду со служебными обязанностями Диев с большим энтузиазмом отдавался научным занятиям по изучению родной старины вообще и костромской в особенности. Полагают, что любовь его к родному прошлому зародилась ещё в семье, где «бабушка в песнях передавала внучатам подробности о взятии Казани, о Мамае, Батые и панах…» Обязанности священника, заставившие сблизиться с народом, невольно должны были заинтересовать его и своим настоящим, и прошлым. А ближайший начальник Диева, как законоучителя, Ю. Н. Бартенев был известен своею любовью к исследованиям отечественной истории и не упускал случая развить эту любовь в своих подчиненных. Он же познакомил М. Я. Диева и с секретарем Московского общества истории и древностей российских, И. М. Снегиревым, который оказал на него весьма сильное влияние, как это видно из их многолетней переписки.
В то время, как за научные работы ученые общества: Московское общество истории и древностей российских и Московское общество любителей российской словесности спешили избрать Диева своим членом (первое даже почетным, в 1832 году), и Священный Синод выражал не раз полное свое расположение к его трудам, пригласив, например, в 1842 году к участию в своей комиссии по исправлению «Истории Российской Иерархии» Амвросия Орнатского и произведя в 1857 году в сан протоиерея за сочинение: «Поверка иерархических каталогов с летописями и актами», — местное духовное начальство старалось преследовать его за то же «писательство». В 1832 году епископ Павел (Подлинский), недолюбливавший «писателя-священника», перевел его в село Сыпаново, и этот перевод стоил Диеву больших затрат и повлек за собою прекращение на некоторое время научных занятий; он же отбирал у него лучшие находимые им старинные рукописи и свитки и, принимая на цензуру его исторические сочинения, некоторых вовсе не возвращал. По доносу дьякона, обвинявшего Диева в том, что он почти исключительно «занимается сочинениями», другой преосвященный, Владимир (Алявдин), также цензор трудов М. Я. Диева, называвший их «пустяками», в 1839 году лишил его даже священства, права носить рясу и пользоваться приходскими доходами. И только благодаря заступничеству А. Н. Муравьева и В. А. Жуковского были возвращены ему в 1841 году и ряса, и место, по распоряжению Священного Синода.
В своих письмах к Снегиреву он просил не выставлять при своем имени «звания священника», как «более известного». Если при этом он испытавал недостаток материальных средств и трудности в добывании исторических пособий и источников. Судя пo данным письмам Диева к Снегиреву, начало его литературных работ следует отнести к 1823—1826 гг., когда он составил «Историю Западной церкви в осьмом на десять столетии». Вслед за этим трудом Диев предпринял составление «Истории города Костромы», «Описания Галича» и «Костромской Вивлиофики», куда вошли разные материалы по местной истории и археологии, не исключая даже и надгробных надписей (сохранилось в рукописи несколько томов), «Описания (или Обозрения) города Нерехты в историческом и археологическом отношениях», «Описания обычаев и поверьев Нерехтского уезда» и проч.; но ни одно из этих произведений не было издано при его жизни. Кое-какие части из них печатались уже после, много времени спустя, например: «О селе Ликурге. Из сочинения под названием: Историческое описание уездных городов, урочищ и других мест Костромской губернии, о коих упоминается в летописях» (в «Трудах и Летописях» Московского общества истории и древнностей российских, т. VІ, 1833 г.); «Посещение Костромской стороны сначала московским митрополитом Платоном, после того императором Павлом I» (в «Костромских губернских ведомостях», 1855 г. № 27); «Генерал-губернатор для костромской стороны в отношениях: нравственном, строительном и образовательном, в царствование Екатерины Великой» («Костромские губернские ведомости», 1857 г., № 21 и 22); «Исторический обзор обширности древней Костромской области» («Костромские губернские ведомости», 1857 г., № 33, 36—40); «Укрепленные места древней Костромской области» («Костромские губернские ведомости», 1858 г., № 35—38); «Какой народ в древние времена населял Костромскую сторону и что известно об этом народе» («Костромские губернские ведомости», 1861 г., № 48 и 49; перепечатано в «Чтениях Общества истории и древностей Российских», 1865 г., кн. ІV); «Моровые поветрия в Костромской стороне в 1654 г. и 1771—1772 г.» (в «Чтениях Общества истории и древностей Российских», 1859 г., кн. III); «Некоторые черты нравов и обычаев жителей Нерехтского уезда Костромской губернии» (в «Чтениях Общества истории и древностей Российских», 1845 г., кн. II) и другие.
Помимо исторических исследований, Михаил Яковлевич Диев с самого начала своей научной деятельности немало интересовался и этнографическими изысканиями, и не только в Костромской губернии, но и соседних Владимирской и Ярославской. Не имея возможности сам напечатать свои «Собрания», он сообщал их И. M. Снегиреву, который и охотно воспользовался ими при составлении своих трудов: «Русские простонародные праздники и свадебные обряды» (М., 1837—1839 г.) и «Русские народные пословицы и притчи» (Москва, 1848 год). За посланное в академию наук «Собрание слов языка, употребляемого в Нерехте, под названием Елтанского» (известного во Владимирской губернии под именем «Офенского»), Диеву была «изъявлена искренняя благодарность» от президента II отделения.
Изучая язык, обычаи и праздники костромского вообще и нерехтского в частности простонародия, М. Диев одновременно заинтересовался и агиологиею, как она представляется сознанию народа. «В дополнение к нерехтским обычаям», писал он Снегиреву (1830 г.), «я помещу статью и о святых, коих костромские крестьяне почитают покровителями сельских работ…» Впоследствии он расширил программу своих агиологических исследований, результатом которых было оставшееся в рукописи сочинение: «Святая Русь или жизнеописание святых Российской империи», в трех частях, на 882 листах, и много сообщил данных А. Н. Муравьеву, для его труда: «Жития святых российской церкви, также иверских и грузинских» (СПб., 1857—1865 г.). О некоторых святых Диев поместил статейки в «Энциклопедическом Лексиконе» Плюшара.
В 1840—1850-х гг. Диев особенно усердно занимался составлением «Продолжения словаря духовных писателей в России» и собиранием «Материалов» для «историческаго словоря» вообще костромских ученых и писателей. Последние (то есть «Материалы») вошли в издание А. А. Титова: «Материалы для био-библиографического словоря. Словарь духовного и светского чина Костромской губернии». По рукописи Диева: «Ученые делатели костромского вертограда» (в «Библиографических Записках», 1892 г., № 5).
Есть свидетельства, что из своих материалов о писателях M. Я. Диев многое сообщал митрополиту Евгению Болховитинову и архиепископу Филарету, автору «Обзора русской духовной литературы». Одновременно с этим он составил: «Исторический и генеалогический лексикон бояр, дворян и других членов российского государства до Петра» (три тома на буквы А — В и Л и М), и «Исторический словарь городов, сел и разных местечек Koстромской губернии».
Особую и довольно значительную группу произведений Диева составляют его работы по истории российской иерархии вообще и костромской иерархии и епархии в частности. Ещё в 1836—1837 гг. он составил «Историю о владыках новгородских»; по предложению И. М. Снегирева, принялся в 1839 году за поверку «Иерархического каталога Никодима Селлия»; а затем приглашенный в комиссию при Священном Синоде, занялся поверкою с летописями и актами «Иерархических каталогов российских древних епархий» и приготовил «Исторические исследования при поверке каталогов митрополитов всея Руси с древнерусскими летописями» (рукопись на 336 листах). Исследования, относящиеся до «Истории российской иерархии с иерархическими примечаниями» (на 127 страницах), «Дополнения» и «Материалы» для истории российской иерархии (первые на 425, а вторые на 377 л.). По отношению к костромской епархии написал: «Первое столетие костромской епархии» (несколько частей с особыми томами «Материалов»), «Церковно-историческое описание Костромской епархии» и «Историческое исследование Костромской епархии», и «Некоторые сведения о монастырях костромской, владимирской и ярославской епархий» (на 230 листах). Из всех этих работ не было напечатано ничего, и только в конце XIX века с содержанием одной из них по рукописи Императорской публичной библиотеки («112 лет костромской епархии») познакомил в своей брошюре Полетаев.
Помимо упомянутых трудов он написал также: «Историческое описание костромского Ипатьевского монастыря» (М., 1858 г.); «Сказание о находящихся во Владимирской церкви г. Нерехты двух прославленных чудотворениями св. иконах Божией Матери, именуемых Владимирскими» (М., 1860 г.); «Солигалич» (в «Костромских Губернских Ведомостях», 1859 г., № 10—12); «Изъяснение некоторых выражений „Русской Правды“» (в «Журнал Министерства народного просвещения», 1839 г., часть XXII); «О вире у россиян в X и XI столетиях» (в «Русском Историческом Сборнике», т. I, кн. 2) и «Быт священников в г. Нерехте» (в «Костромской старине», выпуск VIII. Из рукописей, кроме вышеупомянутых, больше всего сохранилось так называемых «Сборников» или «Собраний» (до 10) разных статей Диева; затем «Переписка» с разными лицами (в «Трех томах»); большая статья «О старинных волостях и станах, находящихся в Костромской губернии», «Опыт изъяснения псалма LXVII»..
В Московскому обществу истории и древностей Российских Диев подарил найденные им: «редкий манускрипт о посольствах Даудова», «Воскресенскую Солигаличскую летопись», шуйские акты и многие другие исторические документы.
Михаил Яковлевич Диев умер 3 февраля 1866 года в усадьбе Жары в Костромской губернии (на территории нынешнего Судиславского района), где прожил последние четыре года жизни вместе с сыновьями. За год до смерти его разбил паралич..